# Lijst van rijksmonumenten in Venlo (gemeente)
De gemeente Venlo telt 234 inschrijvingen in het rijksmonumentenregister. Hieronder een overzicht.

## Arcen
De plaats Arcen telt 20 inschrijvingen in het rijksmonumentenregister, inclusief deelomschrijvingen. Zie Lijst van rijksmonumenten in Arcen voor een overzicht.

## Belfeld
De plaats Belfeld telt 3 inschrijvingen in het rijksmonumentenregister.
| Object | Oorspronkelijke functie?  | Bouwjaar                     | Architect | Locatie            | Coördinaten?                 | Nr.?  | Afbeelding |
| --- | ------------------------- | ---------------------------- | --------- | ------------------ | ---------------------------- | ----- | --- |
| Café Maalbeek/Vrm. watermolen "Maalbekermolen"                                                                                       | Industrie- en poldermolen | 1766                         |           | Maalbekerweg 24    | 51° 18' 21" NB, 6° 8' 40" OL | 8892  | Meer afbeeldingen |
| Bakstenen boerderij met binnenplaats. Het woonhuis met ankerjaartal, een beeldnisje boven de straatdeur en topgevels met vlechtingen | Boerderij                 | 1769 (jaartal)               |           | Rijksweg Noord 33a | 51° 19' 30" NB, 6° 7' 14" OL | 8891  | Bakstenen boerderij met binnenplaats. Het woonhuis met ankerjaartal, een beeldnisje boven de straatdeur en topgevels met vlechtingen |
| Terrein waarin resten van een pannenoven                                                                                             | Archeologisch monument    | Romeinse Tijd (2e - 3e eeuw) |           | Krekelbergseheide  | 51° 18' 11" NB, 6° 6' 14" OL | 45251 | Upload foto |

## Blerick
De plaats Blerick telt 18 inschrijvingen in het rijksmonumentenregister. Zie Lijst van rijksmonumenten in Blerick voor een overzicht.

## Lomm
De plaats Lomm telt 4 inschrijvingen in het rijksmonumentenregister. Hieronder een overzicht.
| Object                                                      | Oorspronkelijke functie?  | Bouwjaar  | Architect | Locatie                     | Coördinaten?                  | Nr.?  | Afbeelding                                                  |
| ----------------------------------------------------------- | ------------------------- | --------- | --------- | --------------------------- | ----------------------------- | ----- | ----------------------------------------------------------- |
| Huis De Spyker                                              | Woonhuis                  | 1628      |           | Kapelstraat 43              | 51° 27' 1" NB, 6° 10' 4" OL   | 8273  | Meer afbeeldingen                                           |
| Antonius Abtkerk, kruis boven het altaar                    | Kerk en kerkonderdeel     |           |           | Kapelstraat 15              | 51° 26' 55" NB, 6° 10' 16" OL | 8274  | Meer afbeeldingen                                           |
| Sint-Barbaraklooster (Lomm)                                 | kloosteronderdeel         | 1450-1586 |           | Barbara's Weerd Betersweerd | 51° 27' 36" NB, 6° 10' 38" OL | 45001 | Upload foto                                                 |
| Terrein waarin fundamenten van een watermolen zich bevinden | Industrie- en poldermolen | 16e eeuw  |           | Watermolen bij Liveldweg    | 51° 26' 52" NB, 6° 9' 45" OL  | 45002 | Terrein waarin fundamenten van een watermolen zich bevinden |

## Tegelen
De plaats Tegelen telt 88 inschrijvingen in het rijksmonumentenregister. Zie Lijst van rijksmonumenten in Tegelen voor een overzicht.

## Velden
De plaats Velden telt 6 inschrijvingen in het rijksmonumentenregister. Zie Lijst van rijksmonumenten in Velden voor een overzicht.

## Venlo
De plaats Venlo telt 96 inschrijvingen in het rijksmonumentenregister. Zie Lijst van rijksmonumenten in Venlo (plaats) voor een overzicht.

## Gemeentelijke monumenten
Naast de hierboven genoemde rijksmonumenten heeft de gemeente Venlo nog 244 gemeentelijke monumenten. Zie Lijst van gemeentelijke monumenten in Venlo (gemeente) voor de volledige lijst.
Beek ·
Beekdaelen ·
Beesel ·
Bergen ·
Brunssum ·
Echt-Susteren ·
Eijsden-Margraten ·
Gennep ·
Gulpen-Wittem ·
Heerlen ·
Horst aan de Maas ·
Kerkrade ·
Landgraaf ·
Leudal ·
Maasgouw ·
Maastricht ·
Meerssen ·
Mook en Middelaar ·
Nederweert ·
Peel en Maas ·
Roerdalen ·
Roermond ·
Simpelveld ·
Sittard-Geleen ·
Stein ·
Vaals ·
Valkenburg aan de Geul ·
Venlo ·
Venray ·
Voerendaal ·
Weert